# گورنا برستنیتسا
گورنا برستنیتسا (به بلغاری: Gorna Brestnitsa) یک منطقهٔ مسکونی در بلغارستان است که در شهرستان کیوستندیل واقع شده‌است.